# Bulbophyllum dracunculus
Bulbophyllum dracunculus är en orkidéart som beskrevs av Jaap J. Vermeulen. Bulbophyllum dracunculus ingår i släktet Bulbophyllum och familjen orkidéer. Inga underarter finns listade i Catalogue of Life.